# لقاء آل ياسين
لقاء ال ياسين هي طبيبة وسياسية عراقية. متزوجة ولها بنتان وولدان.

## التعليم
حصلت على بكالوريوس طب وجراحة من جامعة بغداد سنة 1984م ومن ثم تخصصت فيما بعد في اختصاص النسائية والتوليد من كلية الطب جامعة الكوفة، بحث الاختصاص باللغة الإنكليزية حول حالات الحمل العنقودي (سريريا ونسيجيا).

## التدرج المهني
- طبيبة مقيمة دورية في مستشفى الكرامة التعليمي - بغداد
- طبيبة مقيمة دورية في مستشفى الكاظمية التعليمي - بغداد
- طبيبة مقيمة دورية في مستشفى ابن البلدي - مدينة الصدر
- طبيبة تدرج وممارسة مستشفى الشامية العام عيادة الطليعة - الديوانية
- طبيبة رعاية امومه وطفولة في مراكز الرعاية الصحية في النجف
- طبيبة مقيمة قدمى في فرع النسائية والتوليد مع متطلبات الاختصاص في مستشفى الزهراء في النجف (ثلاث سنوات)
- طبيبة اختصاص نسائية وتوليد في مستشفى الرميثة العام
- طبيبة اختصاص نسائية وتوليد في مستشفى السماوة للولادة والأطفال
- طبية اختصاص في مستشفى الزهراء التعليمي في النجف الاشرف
- مديرة مستشفى الزهراء التعليمي للولادة والأطفال في النجف الاشرف

## نشاطاتها
اختيرت كعضو للبرلمان العراقي عن الكتلة الصدرية في سنة 2005م ولا زالت تشغل هذا المنصب إلى الآن. في الانتخابات البرلمانية 2010 فازت الدكتورة لقاء بالمركز الأول في محافظة النجف بعدد أصوات 15367 من مجموع 411 ألف ناخب.
- رئيسة لجنة الصحة والبيئة في مجلس النواب العراقي[2]
- نائبة رئيس التحالف الوطني العراقي
- عضو اللجنة السباعية المشرفة على الانتخابات في التيار الصدرية
- حضور والمشاركة في العديد من الندوات والمهرجانات والمؤتمرات داخل وخارج العراق

## وصلات خارجية
الموقع الرسمي